# Siderolamprus hylaius
Siderolamprus hylaius — вид веретільницеподібних ящірок родини Diploglossidae. Мешкає в Коста-Риці.

## Поширення і екологія
Siderolamprus hylaius мешкають в атлантичних низовинах на сході Коста-Рики, можливо, також на території Панами. Вони живуть у вологих рівнинних тропічних лісах, серед опалого листя. Зустрічаються на висоті від 40 до 430 м над рівнем моря.